# Kisapostagi kultúra
A kisapostagi kultúra a korai és a középső bronzkor egyik régészeti kultúrája. Nevét a Fejér vármegyei Kisapostag településről kapta. A kultúra nevét az e lelőhelyen napvilágot látott urnatemető tette nemzetközileg is elismert régészeti meghatározássá.

## Története
Az 1934-35 évi itt végzett feltárás anyagát Mozsolics Amália dolgozott fel, tekercselt pálcikás mészbetétes díszítésű edényeket, urnákat, és bögréket különített el a Nagyrévi kultúra kerámiáitól. A kultúrán belül két periódust különböztetett meg, egy korai és egy kései szakaszt. Mindkét periódust a Bronzkor I. -be tette. Így definiálta a kultúrát: A Dunántúlon terjedt el főleg a Duna mentét sűrűn benépesítő népek között. A kisapostagi kultúra sok tekintetben a Vučedoli kultúra folytatása valamint a nagyrévi kultúra elemei is megtalálhatóak benne főleg a keleti lelőhelyeken ahol a két kultúra keveredett. A legutóbbi kutatások azt vetik fel hogy a kisapostagi kultúra önállóan nem állja meg a helyét tekintve a balatongyöröki telep leletanyagát és a vele megegyező leleteket. Ennek megállapítására beható tipológiai elemzés szükséges még.

## Genetika
2023-ban Gerber Dániel és munkatársai genetikai vizsgálatot végeztek a Balatonkeresztúron 2003/2004-ben az M7-es autópályához köthető ásatások során feltárt Somogyvár-Vinkovci (i.e. ~2600-2200), kisapostagi (i.e. ~2200-1800) és mészbetétes kerámia kultúrájához (i.e. ~1800-1600/1400) köthető emberi maradványokon. Az eredmények alapján a kisapostagi kultúrához tartozó populáció a térségben újonnan jelent meg, genetikai összetételük a korszakban és a régióban egyedülállóan magas arányban (~47%) tartalmazott mezolitikus eredetű ún. európai vadászó-gyűjtögető genetikai komponenst, ezen felül viszont tartalmaztak Európában általános megfigyelhető korai európai földműves és (a Jamnaja-kultúrához köthető) sztyeppei genetikai elemeket is. Eredetüket tekintve feltehetően egy korábban ismeretlen kelet-európai (a mai Ukrajna, Moldávia, Kelet-Lengyelország vagy Fehéroroszország területén fekvő) maradványcsoportra vezethetőek vissza. Egy párhuzamos archeogenetikai kutatás (Maciej Chyleński és mtsai. 2023) kimutatott egy genetikailag rendkívül hasonló csoportot a kérdéses régióban, mely a kisapostagi populáció potenciális forrása lehet, de a közvetlen kapcsolatot további vizsgálatokkal lehet majd csak igazolni.
A kisapostagi populáció szociális struktúráját tekintve patrilokális, azaz a férfiak helyben maradva, patriarchális közösségben éltek, míg a nőket a kultúrához tartozó más településekről vagy akár teljesen más népcsoportokból választották maguknak. A Balatonkeresztúron megfigyelt csoport apai vonalai kivétel nélkül az I2a-L1229 csoportba tartoztak, és a közvetlen kulturális és genetikai folytatásként értelmezhető mészbetétes kerámia kultúrájához tartozó népességben is mindössze két eltérő apai vonalat (R1b-Z2103) sikerült detektálni a lelőhelyen. Mindezen felül a kora-középkori Szóládon (a balatonkeresztúri lelőhelytől mindössze 20 km-re) előkerült Longobárd temetőben is és modern magyarországi minták között is kimutatható ez a jellegzetes apai vonal, ami jelzi ennek a népcsoportnak a (limitált) genetikai továbbélését a régióban egészen napjainkig. Ennek ellenére a mészbetétes edények kultúrájához tartozó horvátországi Jagodnjak lelőhelyen feltárt mészbetétes kerámia kultúrájához tartozó maradványok genetikai elemzése alapján (Suzanne Freilich és mtsai. 2021), bár struktúráját tekintve megegyezik a balatonkeresztúrival, az apai vonalak a G2a-Y140837 csoportba tartoznak. Ez alapján Gerber és munkatársai feltételezték, hogy egyfajta regionálisan eltérő, klán-jellegű csoportosulások alkothatták a kisapostagi és mészbetétes edények kultúráinak népességét. A balatonkeresztúri kisapostagi kultúrához köthető temetkezések többségében rokoni kapcsolatok mentén kialakított sírcsoportokba voltak rendezve, viszont feltűnő volt a férfiak túlsúlya a lelőhelyen, illetve az egyetlen gyermeksírt a felnőttekétől elkülönítve alakították ki. Ugyanakkor máshol, mint a bonyhádi vagy az ordacsehi lelőhelyeken a férfiak, nők és gyerekek aránya nem mutat ilyen torzulást, így feltételezhető a temetési rítusokban a nagyfokú változatosság.
Gerber és munkatársai tanulmányában szerepelt genetikai eredetű betegségek vizsgálata is, továbbá az első női, bronzkori arcrekonstrukció a mai Magyarország területéről. Előbbi alapján kimutatható volt Jacobs szindróma, LHON, Lig4 szindróma, autizmus és örökletes szpasztikus paraplégia a populációban. Az arcrekonstrukció az S13-as kódú női váz a többi maradványhoz képest sokkal jobb állapotban maradt fenn, így lehetőség volt az arcrekonstrukcióra, amit Kustár Ágnes végzett el. A genetikai adatok alapján a pigmentáció rekonstrukcióját Herczeg Zsuzsanna, a sír rekonstrukcióját Gerber Fanni készítette el.

## Elterjedés
- Duna mente és Mezőföld, keleti határ a Nagyrév-kultúra
- Sió-Sárvíz vonal, Faddtól délre a Duna a határ
- Északon a Duna a határ, kivétel a Tokod csoport területe (Vértesig)
- Marcal és Rába mente Győr környékéig
- Balaton északi partján nincsenek meg a lelőhelyek
- A Bakonyt két oldalról megkerüli

## A kisapostagi kultúrába sorolható sírok jellegzetessége
- Fazekak: ovális test, ívelt vagy tölcséres nyak fordított csonkakúp, kettős csonkakúp behúzott peremmel hordóalak
- Füles fazekak: kettős csonkakúpos test, tölcséres nyak, nyak-váll széles szalagfül
- Bögrék: kis füles fazék harang alakú test
- Poharak: csonkakúpos test, tölcséres nyak
- Tál: kettős kónikus test, tölcséres nyak, mély tál
- Temetkezések:  általában hamvasztásos sírok (urna, tállal fedve)

A kisapostagi kultúra keleti területein és a belső dunántúli területeken eltérő fejlődést mutat:
- Keleten a Nagyrév-kultúrával együtt alapját képezi a Vatya-kultúrának
- A belső területeken a mészbetétes kerámia kultúrájának képezi alapját

A késő kisapostag-korai mészbetétes fázis fejlődés egy időben indul a Dunántúl teljes területein.